# لارنس (یوتا)
لارنس (به انگلیسی: Lawrence) یک منطقهٔ مسکونی در ایالات متحده آمریکا است که در شهرستان امری، یوتا قرار دارد. لارنس ۱٬۷۲۷٫۰۲ متر بالاتر از سطح دریا واقع شده‌است.